# Constant Tydgadt
Constant Tydgadt, né à Gand, Belgique, le 5 janvier 1827, et mort à Tacámbaro, Michoacán, Mexique, le 16 avril 1865, est un officier de la Légion belge connu pour sa participation à l'Expédition du Mexique et sa conduite héroïque lors de la bataille de Tacámbaro où il est mort.

## Biographie
Constant (Constantinus Jacobus) Tydgadt, né à Gand en 1827 est le fils de Charles Philippe Tydgadt, vinaigrier et brasseur, et de Colette Jacobée Van der stichele. Il a une sœur et quatre frères, dont Eugène Tydgadt (né en 1833) qui participe en qualité de capitaine à la campagne du Mexique.
Constant Tydgadt effectue une carrière militaire. Le 15 octobre 1855, il devient sous-lieutenant au 2e régiment de ligne, le 2 septembre 1859, il devient lieutenant au 1er régiment de ligne, puis le 17 juillet 1863, capitaine de 3e classe au 2e régiment de ligne. C'est en qualité de major de la Légion belge que le 14 novembre 1864, il quitte la ville d'Audenarde en vue d'embarquer avec ses soldats pour participer à l'expédition du Mexique.

### Campagne du Mexique
Lors de l'expédition du Mexique, à la fin de l'année 1864, des volontaires belges envoyés servir dans l'armée de l'empereur Maximilien, dont l'épouse, Charlotte de Belgique est la fille du roi Léopold Ier de Belgique, commencent à arriver au Mexique. Le premier détachement belge parvient au Mexique le 13 octobre 1864. Ensuite, d'autres sont progressivement amenés par les paquebots mensuels. En avril 1865, 1 300 hommes du contingent belge sont présents au Mexique à la disposition de l'armée du général Bazaine. Ils forment un régiment à deux bataillons et sont bien commandés. Les légionnaires belges sont en général très jeunes et avaient cru venir au Mexique en qualité de garde d'honneur de l'impératrice Charlotte. Avant d'être employés activement, ils avaient besoin d'une instruction et d'une discipline. Les fatigues et les privations d'une campagne pénible n'étaient compensées par aucun avantage réel.

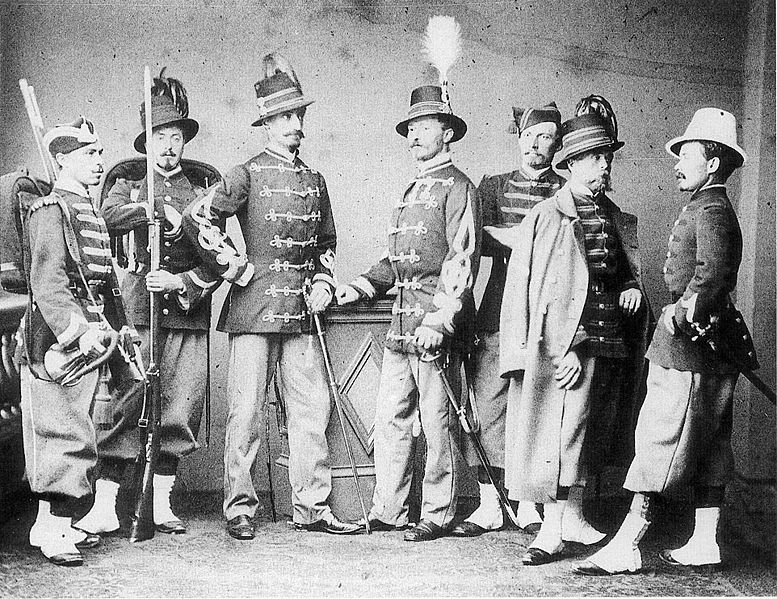
La légion belge de volontaires au Mexique.

Parmi ces Belges, le major Constant Tydgadt, à la tête de presque 300 hommes de la légion belge part de Morelia, capitale de l'État de Michoacán de Ocampo, le 3 avril 1865. Morelia est située sur le plateau p'urepecha (en) sur l'axe volcanique central, à mi-chemin entre Mexico et Guadalajara. Tydgadt se dirige initialement vers Acuitzio en faisant étape le premier jour à Santiago Undameo. Il s'y heurte à un détachement de Juáristes qui marchent également sur Tacámbaro. Au cours d’un bref accrochage, Tydgadt corrige l’ennemi avant de le poursuivre. Le relief étant très escarpé entre Acuitzio et Tacámbaro, l’avance ralentit.
Le 7 avril 1865, Constant Tydgadt et ses 251 légionnaires, occupent une hacienda, non loin de la ville mexicaine de Tacámbaro. Sous les ordres de Tydgadt, les soldats belges poursuivent l'ennemi mexicain depuis deux jours. Il est aisé de s'approcher de Tacámbaro sans être vu, car la ville, située à l'entrée de la terre chaude du Michoacán, est entourée de toutes parts par des bananiers, une végétation touffue, de petits monticules et des ravines, de sorte que pour l'apercevoir, il faut être à son entrée. Le lendemain, 8 avril, face à l'arrivée de la troupe belge, les juáristes fuient. Tydgadt et ses hommes se retranchent dans la ville, et notamment dans l'église et son cloître qu'ils transforment en place forte. Tydgadt y dispose de 251 voltigeurs belges, d'un obusier et de 38 cavaliers de l'armée impériale mexicaine. Tydgadt attend les ordres du colonel Charles de Potier, dirigeant à cette époque les opérations militaires dans l'État de Michoacán, à qui il vient de faire savoir que les chefs juáristes le général Nicolás Régules et Jesús González Ortega concentrent des troupes autour de Tacámbaro.

### Bataille de Tacámbaro

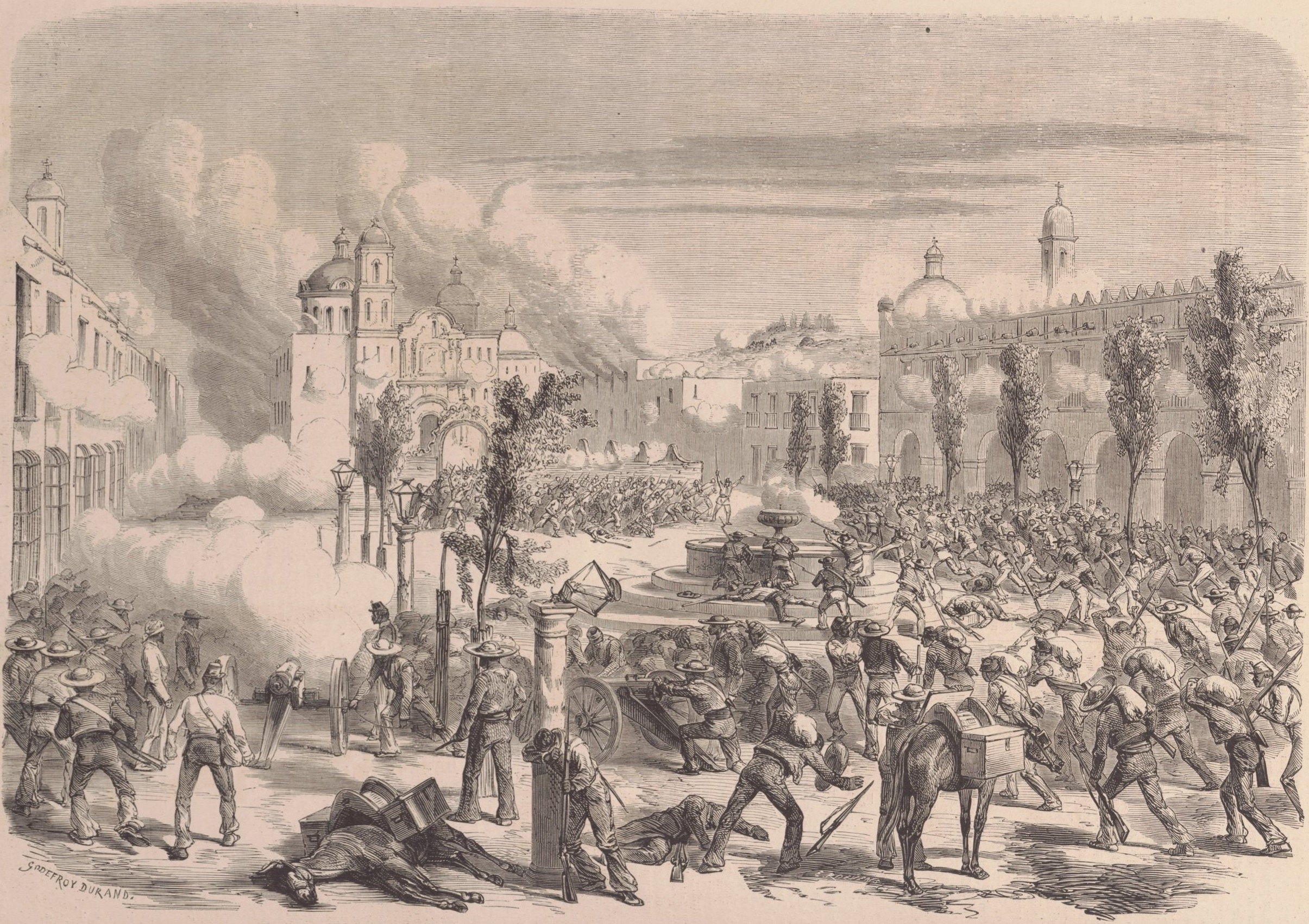
Défense héroïque du bataillon belge commandé par le major Tydgadt dans Tacámbaro, le 11 avril 1865. (croquis de M. A. Martin).

Le 11 avril, le major Tydgadt et ses 250 hommes sont subitement attaqués par les troupes du général Nicolás Régules, qui dispose d'une supériorité numérique écrasante de 3 800 hommes assortie de neuf petits canons de campagne, d'autant plus que les 38 cavaliers de l'armée impériale mexicaine viennent de rallier l'ennemi. Le major Tydgadt est blessé à l’épaule et à la poitrine par des éclats de grenade. En dépit de la gravité de ses blessures, Tydgadt persiste à diriger la défense. Ne pouvant vaincre cette résistance obstinée, les juáristes boutent le feu aux arbres et aux constructions qui entourent l’église. Celle-ci s’embrase et une partie de son toit s’écroule sur ses défenseurs.
Quoique forcé de quitter son réduit principal, Tydgadt refuse encore de déposer les armes. Ses hommes et lui-même se retirent dans un dernier refuge attenant à l’église et en partie couvert par l’épaulement que les voltigeurs ont construit au cours des jours précédents. Depuis cet abri et malgré l’affaiblissement de sa troupe, Tydgadt tente une ultime sortie dans l’espoir d’enlever les pièces d’artillerie qui ne cessent de le pilonner depuis les angles de la place. Conduite avec une audace et une vigueur peu communes, cette charge renverse tout ce qui entrave son passage et boute l’ennemi hors de la place, créant un grand espace vide devant les bâtiments en flammes. Toutefois, les tirs provenant des terrasses s’intensifient et déciment les Belges. Le major Tydgadt reçoit alors une seconde blessure qui lui fracasse le coude. Cernés de toutes parts, les Belges résistent désespérément dans l'attente de renforts qui ne viennent pas, et sont finalement contraints de capituler. Dans les rangs impérialistes, la bataille a causé la mort de sept officiers et de vingt hommes, ainsi que trois officiers et onze hommes blessés. Le général Régules emmène 210 prisonniers.

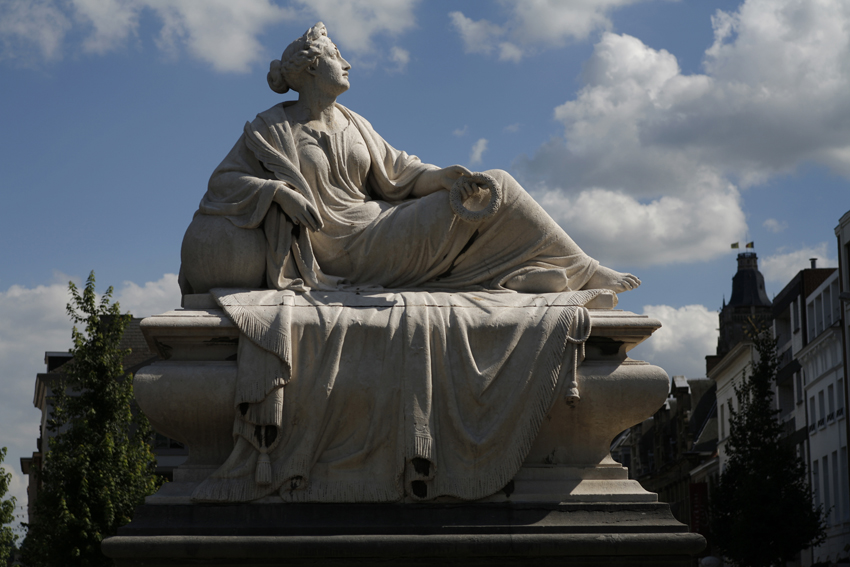
Le monument en mémoire de la bataille de Tacámbaro à Audenarde par Guillaume Geefs, 1867.

Le 15 avril, le colonel Alfred van der Smissen, commandant du corps des volontaires belges, arrive à Tacámbaro, ivre de rage et de honte. Tandis que Tydgadt gisait gravement blessé et déjà sérieusement affaibli par une longue dysenterie, le chef militaire lui lance de lourds reproches et le menace du conseil de guerre. Quand le major meurt quelques heures plus tard, beaucoup pensent qu’il s’était suicidé. Grièvement blessé lors des combats, le major Tydgadt succombe, en effet, le 16 avril. Son adjoint, le capitaine Jules Ernest Chazal (1834-1865), fils de Pierre Emmanuel Félix Chazal, ministre belge de la guerre, figure également parmi les victimes belges. Le colonel de Potier, averti de ces malheureux événements, arrive à Tacámbaro le 16 avril.
Quelques semaines plus tard, en juillet 1865, le capitaine Eugène Tydgadt, frère de Constant, à la tête de la 1re compagnie de grenadiers, participe à une colonne d'attaque afin de venger la défaite subie par les légionnaires belges. Cette attaque est connue sous le nom de « bataille de la Loma ». Sous les ordres du colonel Alfred van der Smissen, 250 hommes combattent ardemment afin de rentrer dans la ville de Tacámbaro. Les républicains mexicains battent en retraite, abandonnent leur artillerie et jettent leurs armes. Le capitaine Eugène Tydgadt écrit : « j'ai repris, pendant le combat, un pistolet révolver qui avait appartenu à Constant. Celui qui l'avait volé, l'a payé de sa vie. Nous rentrons à Tacámbaro. La ville était tout en fête. On organise des convois pour les blessés. On transporte les morts. Le pauvre Wurth [commandant des tirailleurs] est enseveli à côté de Constant. »

## Honneurs
Le 12 juin 1865, un service funèbre a lieu à l'église Saint-Pierre de Gand en hommage à Constant Tydgadt, en présence de nombreux militaires.
D'autre part, Constant Tydgadt est nommé chevalier de deux ordres, en raison de sa bravoure :
- chevalier de l'ordre de Léopold (Belgique) ;
- chevalier de l'ordre de Notre-Dame de Guadalupe (Second Empire du Mexique).

Un Monument de Tacámbaro est érigé à Audenarde en 1867 en mémoire des soldats morts au combat.
Un autre Monument de Tacámbaro est érigé, en 1867 également, à Bourg-Léopold.